# Zubayr ibn al-Màhuz
Zubayr ibn al-Màhuz fou el tercer cap o imam dels kharigites azraquites. Va succeir el seu germà Ubayd-Al·lah ibn al-Màhuz mort a la batalla de Sillabra el 686.
Després de la mort d'Ubayd-Al·lah els azraquites es van retirar cap al Fars sota la direcció de Zubayr ibn al-Màhυz, que amb gran capacitat i amb molt poc temps va reorganitzar les seves forces, i va reprendre la campanya, retornant a l'Iraq on va arribar fins a al-Madain on va cremar la ciutat i va massacrar als seus habitants. Un exèrcit que venia de Kufa el va obligar a retirar-se cap al Fars.
Llavors va assaltar Esfahan, on governava Attab ibn Warka, però Zubayr va morir en l'atac, en un combat prop de la ciutat, i els seus homes es van dispersar per Fars i Kirman (687/688). La direcció del moviment va passar a Katari ibn al-Fudjaa.